# Shī hún
Shī hún é um filme de drama taiwanês de 2013 dirigido e escrito por Chung Mong-hong. Foi selecionado como representante de Taiwan à edição do Oscar 2014, organizada pela Academia de Artes e Ciências Cinematográficas.

## Elenco
- Joseph Chang - A-chuan
- Jimmy Wang - Wang
- Chen Shiang-chyi - Yun
- Leon Dai - genro
- Jag Huang
- Chen Yu-hsun